# 황금곰상
황금곰상(독일어: Goldener Bär 골데너 베어[*])은 베를린 국제 영화제에서 최고의 영화에게 시상되는 최고의 상이다. 베를린 문장과 기에도 등장하는 곰은 베를린을 상징하는 동물이다.

## 황금곰상 수상작

### 독일 심사위원 투표 (1951년)
1951년에 열린 제1회 베를린 국제 영화제에서는 독일 심사위원들의 투표로 황금곰상 수상작을 결정하였다. 장르 및 부문별로 총 다섯 편이 황금곰상을 수상하였다.
| 연도   | 영화                                        | 원제                      | 감독                | 국가   |
| ------ | ------------------------------------------- | ------------------------- | ------------------- | ------ |
| 1951년 | (드라마 황금곰상)                           | Die Vier im Jeep          | 레오폴드 린트베르크 | 스위스 |
| 1951년 | (코미디 황금곰상)                           | ...Sans laisser d'adresse | 장폴 르 샤누아      | 프랑스 |
| 1951년 | (다큐멘터리 황금곰상)                       | In Beaver Valley          | 제임스 알가         | 미국   |
| 1951년 | 《재판은 끝났다》 (스릴러 및 모험 황금곰상) | Justice est faite         | 앙드레 카야트       | 프랑스 |
| 1951년 | 《신데렐라》 (음악 영화 황금곰상)           | Cinderella                | 윌프레드 잭슨       | 미국   |

### 관객 투표 (1952년 ~ 1955년)
1952년부터 1955년까지는 관객들의 투표로 황금곰상 수상작을 결정하였다.
| 연도   | 영화                      | 원제                  | 감독               | 국가   |
| ------ | ------------------------- | --------------------- | ------------------ | ------ |
| 1952년 | 《원 섬머 오프 해피니스》 | Hon dansade en sommar | 아른 매트슨        | 스웨덴 |
| 1953년 | 《공포의 보수》           | Le Salaire de la Peur | 앙리 조르주 클루조 | 프랑스 |
| 1954년 | 《홉슨의 사위 고르기》    | Hobson's Choice       | 데이비드 린        | 영국   |
| 1955년 | 《더 랫츠》               | Die Ratten            | 로버트 시오드맥    | 서독   |

### 국제 심사위원 (1956년 이후)
| 연도 | 영화                        | 감독                        | 국가                   |
| ---- | --------------------------- | --------------------------- | ---------------------- |
| 1956 | 인비테이션 투 더 댄스       | 진 켈리                     | 미국                   |
| 1957 | 12인의 성난 사람들          | 시드니 루멧                 | 미국                   |
| 1958 | 산딸기                      | 잉마르 베리만               | 스웨덴                 |
| 1959 | 사촌들                      | 클로드 샤브롤               | 프랑스                 |
| 1960 | 엘 라사리요 데 토르메스     | 세자르 페르난데스 아르다빈  | 스페인/ 이탈리아       |
| 1961 | 밤                          | 미켈란젤로 안토니오니       | 이탈리아/ 프랑스       |
| 1962 | 사랑의 유형                 | 존 슐레진저                 | 영국                   |
| 1963 | 디아볼로                    | 잔 루이지 폴리도르          | 이탈리아               |
| 1963 | 부시도                      | 이마이 다다시               | 일본                   |
| 1964 | 메마른 여름                 | 메틴 에륵산                 | 튀르키예               |
| 1965 | 알파빌                      | 장뤼크 고다르               | 프랑스/ 이탈리아       |
| 1966 | 막다른 골목                 | 로만 폴란스키               | 영국                   |
| 1967 | 출발                        | 예지 스콜리모프스키         | 벨기에                 |
| 1968 | 누가 그의 죽음을 보았는가   | 얀 트로엘                   | 스웨덴                 |
| 1969 | 얼리 웍스                   | 젤리미르 질닉               | 유고슬라비아           |
| 1970 | 수상작 없음                 | 수상작 없음                 | 수상작 없음            |
| 1971 | 핀치 콘티니의 정원          | 비토리오 데 시카            | 이탈리아/ 서독         |
| 1972 | 캔터베리 이야기             | 피에르 파올로 파졸라니      | 이탈리아/ 프랑스       |
| 1973 | 대지의 눈물                 | 사티야지트 레이             | 인도                   |
| 1974 | 더디 크레이비츠의 수습 기간 | 테드 코체프                 | 캐나다                 |
| 1975 | 어돕션                      | 마르타 메자소르             | 헝가리                 |
| 1976 | 버팔로 빌과 인디언들        | 로버트 올트먼               | 미국                   |
| 1977 | 고양                        | 라리사 셰피트코             | 소련                   |
| 1978 | 왓 맥스 세드                | 에밀리오 마르티네스 리자오  | 스페인                 |
| 1978 | 트라웃                      | 조시 루이스 가르시아 산체스 | 스페인                 |
| 1978 | 아쎈소르                    | 토마스 무노즈               | 스페인                 |
| 1979 | 데이비드                    | 피터 릴리엔탈               | 서독                   |
| 1980 | 팔레르모 오 울프스부르그    | 베르너 슈뢰터               | 서독                   |
| 1980 | 하트랜드                    | 리처드 피어스               | 미국                   |
| 1981 | 질주                        | 카를로스 사우라             | 스페인                 |
| 1982 | 베로니카 포스의 갈망        | 라이너 베르너 파스빈더      | 서독                   |
| 1983 | 어센던시                    | 에드워드 베넷               | 영국                   |
| 1983 | 벌집                        | 마리오 카무스               | 스페인                 |
| 1984 | 사랑의 행로                 | 존 카사베츠                 | 미국                   |
| 1985 | 우먼 앤드 더 스트레인저     | 라이너 사이먼               | 동독                   |
| 1985 | 웨더비                      | 데이비드 헤어               | 영국                   |
| 1986 | 쉬탐하임                    | 라인하르트 하우프           | 서독                   |
| 1987 | 테마                        | 글렙 판필로프               | 소련                   |
| 1988 | 붉은 수수밭                 | 장이머우                    | 중국                   |
| 1989 | 레인 맨                     | 배리 레빈슨                 | 미국                   |
| 1990 | 뮤직 박스                   | 코스타 가브라스             | 미국                   |
| 1990 | 줄 위의 종달새              | 이르지 멘젤                 | 체코                   |
| 1991 | 더 하우스 오브 스마일       | 마코 페레리                 | 이탈리아               |
| 1992 | 그랜드 캐년                 | 로렌스 캐스단               | 미국                   |
| 1993 | 향혼녀                      | 시에페이                    | 중국                   |
| 1993 | 결혼피로연                  | 리안                        | 타이완/ 미국           |
| 1994 | 아버지의 이름으로           | 짐 셰리던                   | 아일랜드/ 영국         |
| 1995 | 라빠                        | 베르트랑 타베르니에         | 프랑스                 |
| 1996 | 센스 앤 센서빌리티          | 리안                        | 미국/ 영국             |
| 1997 | 래리 플린트                 | 밀로스 포먼                 | 미국                   |
| 1998 | 중앙역                      | 월터 살레스                 | 브라질/ 프랑스         |
| 1999 | 씬 레드 라인                | 테런스 맬릭                 | 미국                   |
| 2000 | 매그놀리아                  | 폴 토머스 앤더슨            | 미국                   |
| 2001 | 정사                        | 파트리스 셰로               | 프랑스                 |
| 2002 | 센과 치히로의 행방불명      | 미야자키 하야오             | 일본                   |
| 2002 | 블러디 선데이               | 폴 그린그래스               | 영국/ 아일랜드         |
| 2003 | 인 디스 월드                | 마이클 윈터보텀             | 영국                   |
| 2004 | 미치고 싶을 때              | 파티 아킨                   | 독일/ 튀르키예         |
| 2005 | 카르멘                      | 마크 돈퍼드메이             | 남아프리카 공화국      |
| 2006 | 그르바비차                  | 야스밀라 주바니치           | 보스니아 헤르체고비나  |
| 2007 | 투야의 결혼                 | 왕취엔안                    | 중국                   |
| 2008 | 엘리트 스쿼드               | 조제 파질랴                 | 브라질                 |
| 2009 | 파우스타                    | 클라우디아 로사             | 페루                   |
| 2010 | 벌꿀                        | 세미 카플라노글루           | 튀르키예/ 독일/ 프랑스 |
| 2011 | 씨민과 나데르의 별거        | 아시가르 파르하디           | 이란                   |
| 2012 | 시저는 죽어야 한다          | 파올로, 비토리오 타비아니   | 이탈리아               |
| 2013 | 아들의 자리                 | 칼린 페터 네쩌              | 루마니아               |
| 2014 | 백일염화                    | 디아오 이난                 | 중국                   |
| 2015 | 택시                        | 자파르 파나히               | 이란                   |
| 2016 | 화염의 바다                 | 잔프랑코 로시               | 이탈리아               |
| 2017 | 우리는 같은 꿈을 꾼다       | 일디코 엔예디               | 헝가리                 |
| 2018 | 터치 미 낫                  | 애디너 핀틸리               | 루마니아               |
| 2019 | 시너님스                    | 나다브 라피드               | 프랑스/ 이스라엘       |
| 2020 | 사탄은 없다                 | 모함마드 라술로프           | 이란                   |
| 2021 | 배드 럭 뱅잉                | 라드 주드                   | 루마니아               |
| 2022 | 알카라스                    | 카를라 시몬                 | 스페인/ 이탈리아       |
| 2023 | 파리 아다망에서 만난 사람들 | 니콜라 필리베르             | 프랑스/ 일본           |
| 2024 | 다호메이                    | 마티 디오프                 | 프랑스/ 세네갈/ 베냉   |
| 2025 | 드림스                      | 다그 요한 하우거루드        | 노르웨이               |

### 2회 이상 수상자
- 리안 (1993년; 1996년)

## 명예 황금곰상
| 연도 | 수상자                              |
| ---- | ----------------------------------- |
| 1982 | 제임스 스튜어트                     |
| 1988 | 앨릭 기니스                         |
| 1989 | 더스틴 호프먼                       |
| 1990 | 올리버 스톤                         |
| 1993 | 그레고리 펙, 빌리 와일더            |
| 1994 | 소피아 로렌                         |
| 1995 | 알랭 들롱                           |
| 1996 | 엘리아 카잔, 잭 레먼                |
| 1997 | 킴 노백                             |
| 1998 | 카트린 드뇌브                       |
| 1999 | 셜리 매클레인                       |
| 2000 | 잔 모로                             |
| 2001 | 커크 더글러스                       |
| 2002 | 로버트 올트먼 클라우디아 카르디날레 |
| 2003 | 아누크 에메                         |
| 2004 | 페르난도 솔라나스                   |
| 2005 | 임권택, 페르난도 페르난 고메스      |
| 2006 | 이언 매켈런                         |
| 2007 | 아서 펜                             |
| 2008 | 프란체스코 로시                     |
| 2009 | 모리스 자르                         |
| 2010 | 한나 쉬굴라 볼프강 콜하세           |
| 2011 | 아르민 뮐러슈탈                     |
| 2012 | 메릴 스트립                         |
| 2013 | 클로드 란즈만                       |
| 2014 | 켄 로치                             |
| 2015 | 빔 벤더스                           |
| 2016 | 미하엘 발하우스                     |
| 2017 | 밀레나 카노네로                     |
| 2018 | 윌럼 더포                           |
| 2019 | 샬럿 램플링                         |
| 2020 | 헬렌 미렌                           |
| 2022 | 이자벨 위페르                       |
| 2023 | 스티븐 스필버그                     |
| 2024 | 마틴 스코세이지                     |
| 2025 | 틸다 스윈튼                         |

## 같이 보기
- 황금종려상, 칸 영화제 최고상
- 황금사자상, 베네치아 국제 영화제 최고상